# Siegfried Tragatschnig

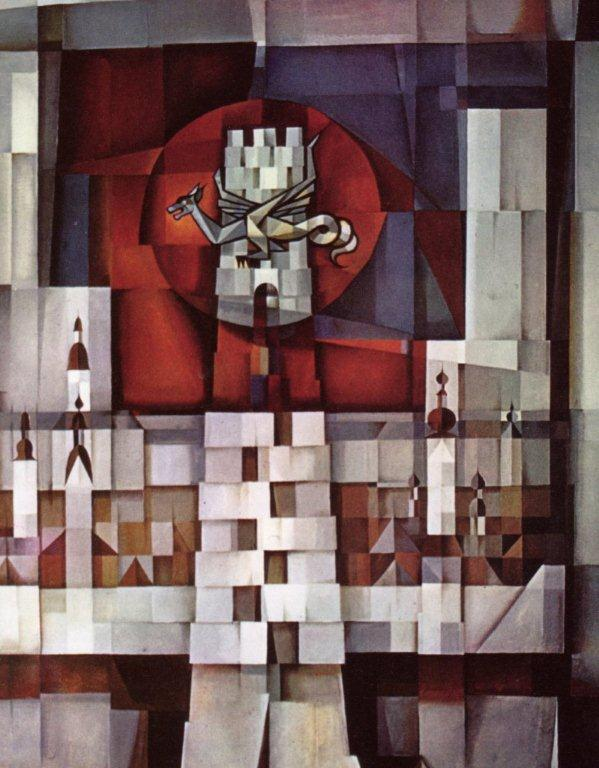
Gobelin Sitzungssaal Klagenfurter Rathaus – Ausschnitt

Siegfried Tragatschnig (* 10. November 1927 in Theißing, Gemeinde Bad St. Leonhard im Lavanttal; †  2. Jänner 2013 in Klagenfurt) war ein österreichischer Maler und Graphiker.

## Biographie
Geboren in Theißing im Lavanttal besuchte er die Volksschule in Brückl und Gymnasien in Klagenfurt, St. Paul und Wolfsberg. Seine künstlerische Begabung wurde von seinem Zeichenlehrer Hans Hetzendorfer erkannt und gefördert.
Als 17-Jähriger wurde er zur Wehrmacht eingezogen, anschließend durch eine Granate schwer verletzt und war von 1945 bis 1946 in jugoslawischer Kriegsgefangenschaft. Nach dem Krieg konnte er seine Matura nachholen. Er studierte an der Akademie der Bildenden Künste unter Herbert Boeckl und Albert Paris Gütersloh. Nach seinem Abschluss im Jahr 1952 unterrichtet er zunächst am Eggermann Gymnasium in Klagenfurt, später am Realgymnasium Lerchenfelderstraße in Klagenfurt. Ab 1968 lehrte er an der Pädagogischen Akademie (jetzt Pädagogische Hochschule Kärnten). Von 1962 bis 1996 war Tragatschnig  Vizepräsident und künstlerischer Leiter des Kunstvereins für Kärnten. In dieser Funktion setzte er sich vor allem für die Förderung junger Künstler und die Vernetzung mit Künstlern in Slowenien und Friaul-Julisch-Venetien ein.
Tragatschnig war seit 1961 mit Juliana (geb. Seiwald) verheiratet.

## Werk

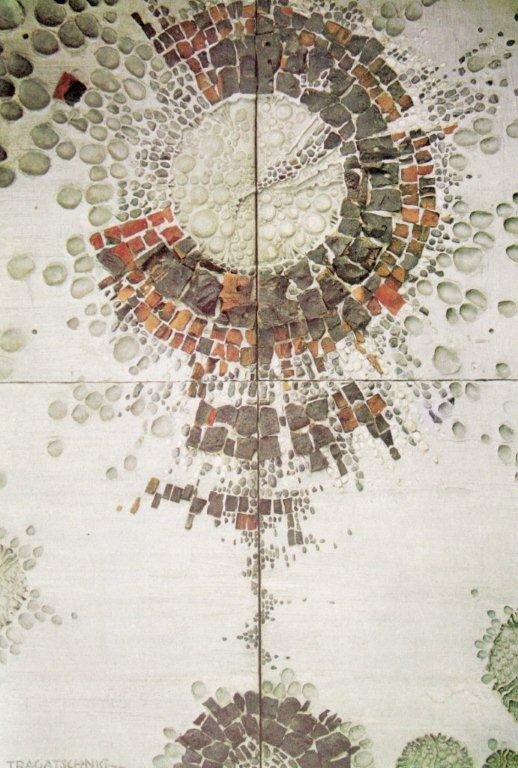
Mosaik im Kelag-Hauptgebäude

Im Februar 2008 widmete der Kunstverein Kärnten Siegfried Tragatschnig eine Retrospektive mit 80 Werken, die einen Überblick über die verschiedenen Phasen des künstlerischen Schaffens geben.  Gezeigt wurden früher Werke aus dem Kreide-Zyklus Zerbrochene Kindheit (1967),  in dem der Künstler Erfahrungen aus der Kriegsgefangenschaft verarbeitete. Des Weiteren umfasste die Ausstellung Aquarelle mit dem Fisch als zentrales Motiv und Impressionen aus der Australienreise.
Zu den zahlreichen Werken des Künstlers im öffentlichen Raum gehören unter anderem ein Gobelin im Sitzungssaal des Klagenfurter Rathauses und Wandmosaike in der Hauptschule Kötschach-Mauthen, im Ingeborg Bachmann Gymnasium und dem Kelag Hauptgebäude in Klagenfurt.

## Auszeichnungen
- 1967: Intart Preis
- 1988: Goldenes Ehrenzeichen für Verdienste um die Republik Österreich
- 1997: Großes Goldenes Ehrenzeichen des Landes Kärnten
- Förderungspreis „Junge Kunst in Kärnten“
- Fügermedaille der Akademie der Bildenden Künste Wien[4]